# DarkSide (хакерська група)
DarkSide — хакерська група і виробник хакерського ПЗ. Вважається, що саме DarkSide стоїть за кібератакою на трубопровід Colonial Pipeline. 
Вперше була помічена в серпні 2020 року. На думку Лабораторії Касперського, група має всі ознаки бізнес-підприємства.
Група стверджує, що жертвує частину своїх злочинних доходів на благодійність, і розмістила квитанції на кілька таких пожертвувань на своєму вебсайті.

## Особливість
Про групу DarkSide відомо мало. Вона з'явилася відносно недавно, але, судячи зі схеми їх роботи, складається з досвідчених кіберзлочинців.
Існує думка, що компанія має зв'язок з Росією чи іншою російськомовною країною, оскільки вона не атакує сайти, написані російською та компанії, розташовані в країнах СНД  . Крім того, за повідомленням компанії Acronis, шкідливе ПЗ групи не працює на комп'ютерах, що використовують сирійську арабську мову  .

## Атака
DarkSide підозрюється в проведенні кібератаки на Colonial Pipeline — один з найбільших паливних трубопроводів США. Атака є найбільшою в історії кібератакою на критично важливу інфраструктуру США.